# Гон Понтувр
Гон Понтувр (фр. Gond-Pontouvre) насеље је и општина у западној Француској у региону Поату-Шарант, у департману Шарант која припада префектури Ангулем.
По подацима из 2011. године у општини је живело 5905 становника, а густина насељености је износила 792,62 становника/km². Општина се простире на површини од 7,45 km². Налази се на средњој надморској висини од 38 метара (максималној 94 m, а минималној 27 m).

## Демографија
| 1962. | 1968. | 1975. | 1982. | 1990. | 1999. | 2011. |
| ----- | ----- | ----- | ----- | ----- | ----- | ----- |
| 5.399 | 5.426 | 5.310 | 6.286 | 6.019 | 5.971 | 5.905 |

График промене броја становника у току последњих година